# Еди Џоунс
Еди Џоунс (енгл. Eddie Jones; Помпано Бич, Флорида, 20. октобар 1971) је бивши амерички кошаркаш. Играо је на позицијама бека и крила.

## Успеси

### Репрезентативни
- Светско првенство до 21 године:
  -  1993.

### Појединачни
- НБА Ол-стар меч (3): 1997, 1998, 2000.
- Идеални тим НБА — трећа постава (1): 1999/00.
- Идеални одбрамбени тим НБА — друга постава (3): 1997/98, 1998/99, 1999/00.
- Идеални тим новајлија НБА — прва постава: 1994/95.
- Најкориснији играч НБА руки челенџа: 1995.